# Panimerus kreki
Panimerus kreki är en tvåvingeart som beskrevs av Vaillant 1972. Panimerus kreki ingår i släktet Panimerus och familjen fjärilsmyggor. Inga underarter finns listade i Catalogue of Life.